# Casa R. Sala
La casa R. Sala, també coneguda com a casa Cairó, és un edifici situat al carrer Enric Granados, 106 de Barcelona, catalogat com a bé cultural d'interès local.

## Història
Va ser projectat el 1906 per l'arquitecte Domènec Boada i Piera per encàrrec de Francesc Cairó.

## Descripció
Consta de planta baixa, principal i quatre pisos més. Més o menys centrat a la planta, es localitza el pati interior o celobert, que permet donar llum a les estances interiors de la finca al mateix temps que forma part de la caixa d'escala i els accessos als diferents pisos.
Tot i que els celoberts són un element indispensable en les construccions de gran superfície en planta per tal de permetre la ventilació de les estances interiors, aquesta casa disposa d'unes finestres de gran qualitat decorativa, on l'arquitecte ha fet una perfecta integració formal entre les llindes decorades amb elements vegetals, les baranes de ferro dels ampits amb línies sinuoses i la fusteria amb vitralls policroms.
La façana estructura les seves obertures en quatre eixos verticals de ritme regular, formant una composició axial al voltant de l'accés principal. Aquesta es caracteritza per la profusa decoració de les obertures -portes i finestres- dels diversos nivells. Destaca especialment la gran tribuna central en voladís que abasta el pis principal i primer i que encara conserva els seus vitralls policroms. Aquesta tribuna és un dels millors exemples d'aquest tipus d'element de la ciutat de Barcelona, no tan sols per la doble alçada sinó per la rica decoració de caràcter vegetal i antropomòrfic que decora el coronament i que serveix de barana al balcó del segon pis.
La resta d'obertures es configuren com finestres de llinda esculpida que s'obren a uns balcons en voladís de pedra i base trilobada i barana de ferro. Destaca especialment el coronament de l'edifici amb una gran cornisa decorada amb elements florals i uns gerros a manera de florons. Aquests gerros es disposen a la vertical generada per unes columnes de fust torçat i capitell vegetal que flaquegen únicament les finestres del darrer pis.
La planta baixa s'obre al carrer per mitjà de tres grans portals de pedra. El portal central, envoltat d'una gran oval, dona accés a l'escala de veïns, mentre els dos portals laterals corresponen a les botigues de la planta baixa. El vestíbul d'entrada té un arrimador de rajoleta i una volta de ferradura, la secció de la qual es projecta a la façana en la porta principal que, com la resta de l'obra, presenta un bon treball tant de pedra com de ferro forjat.

## Galeria

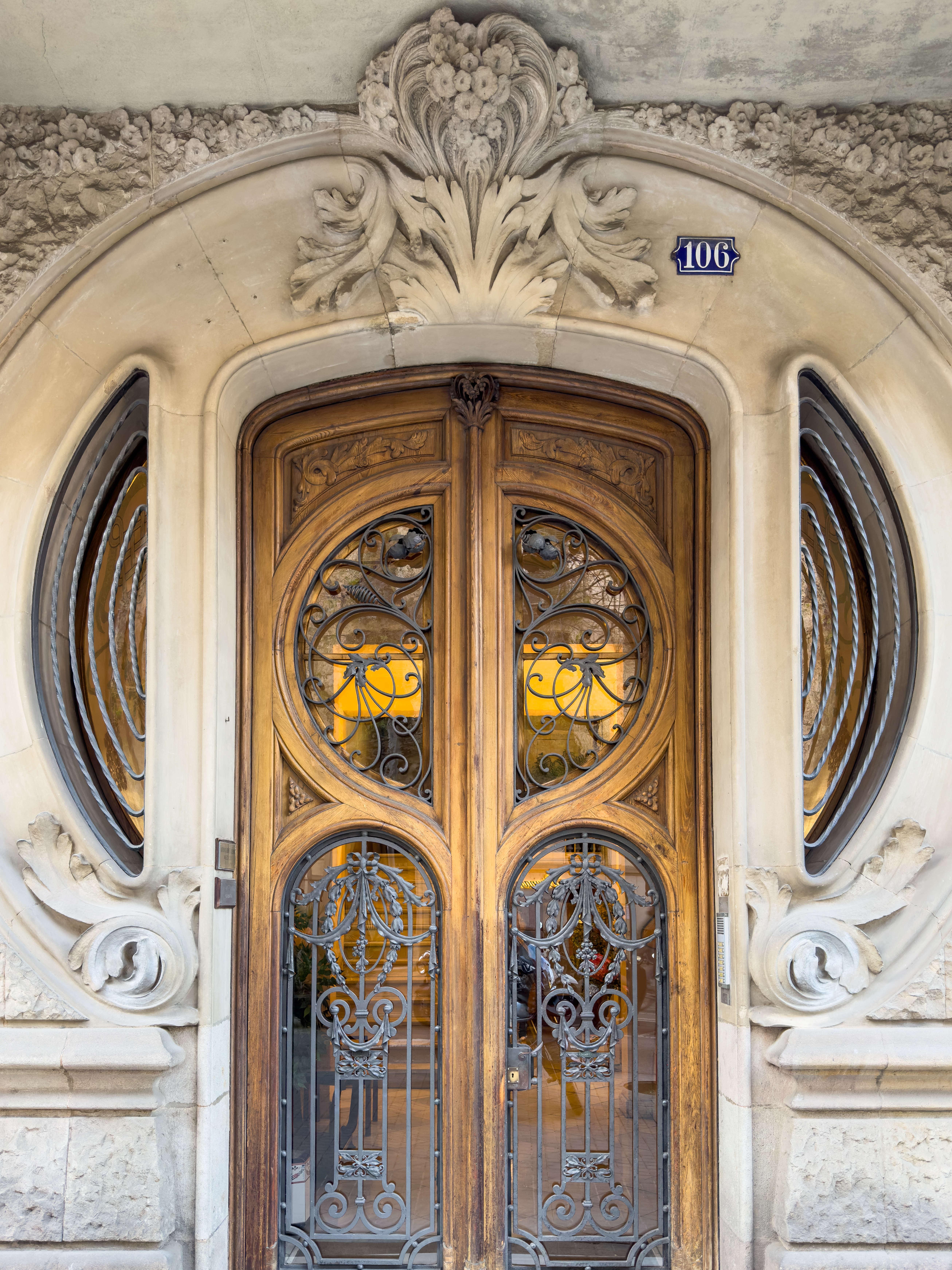
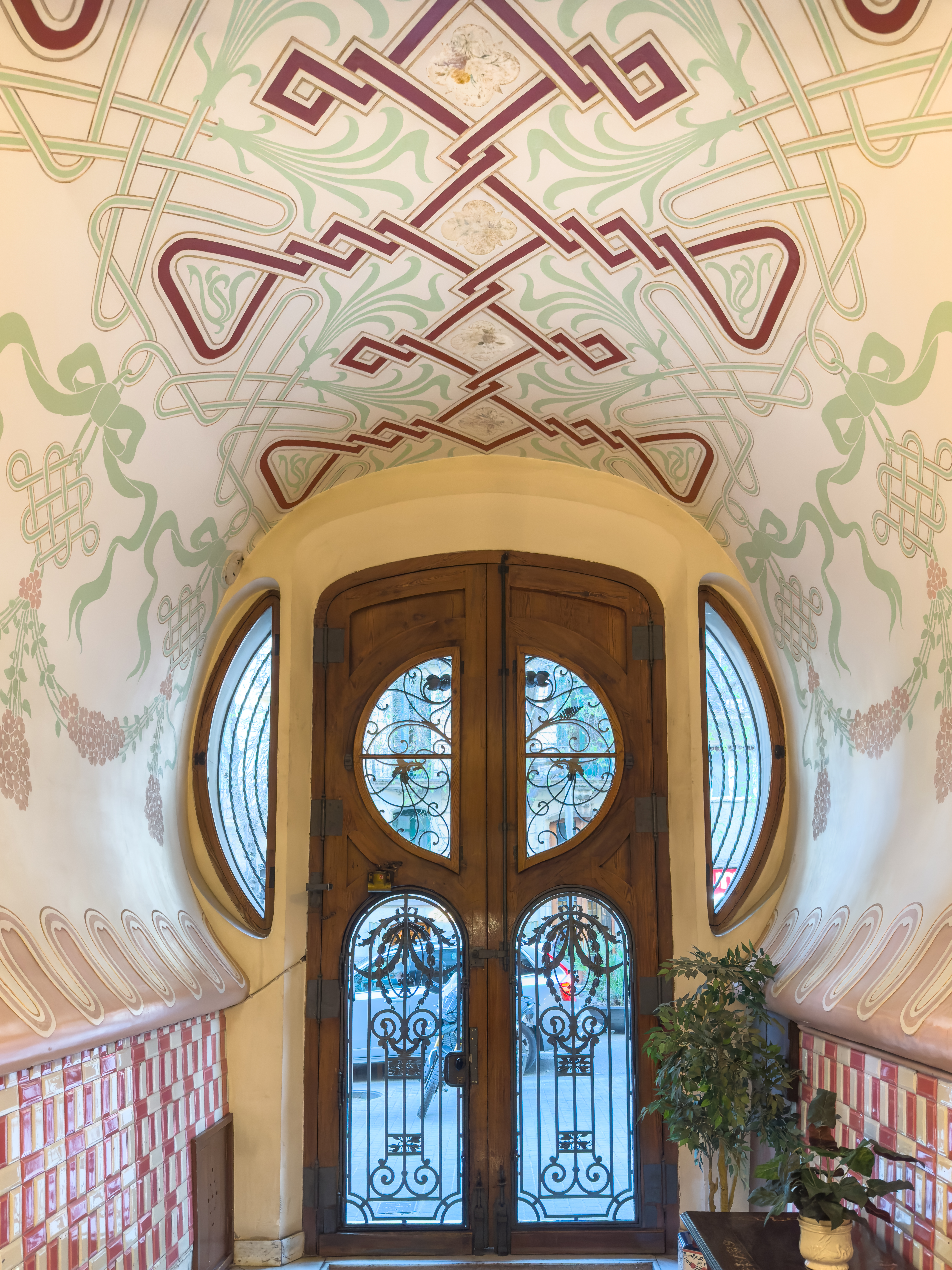
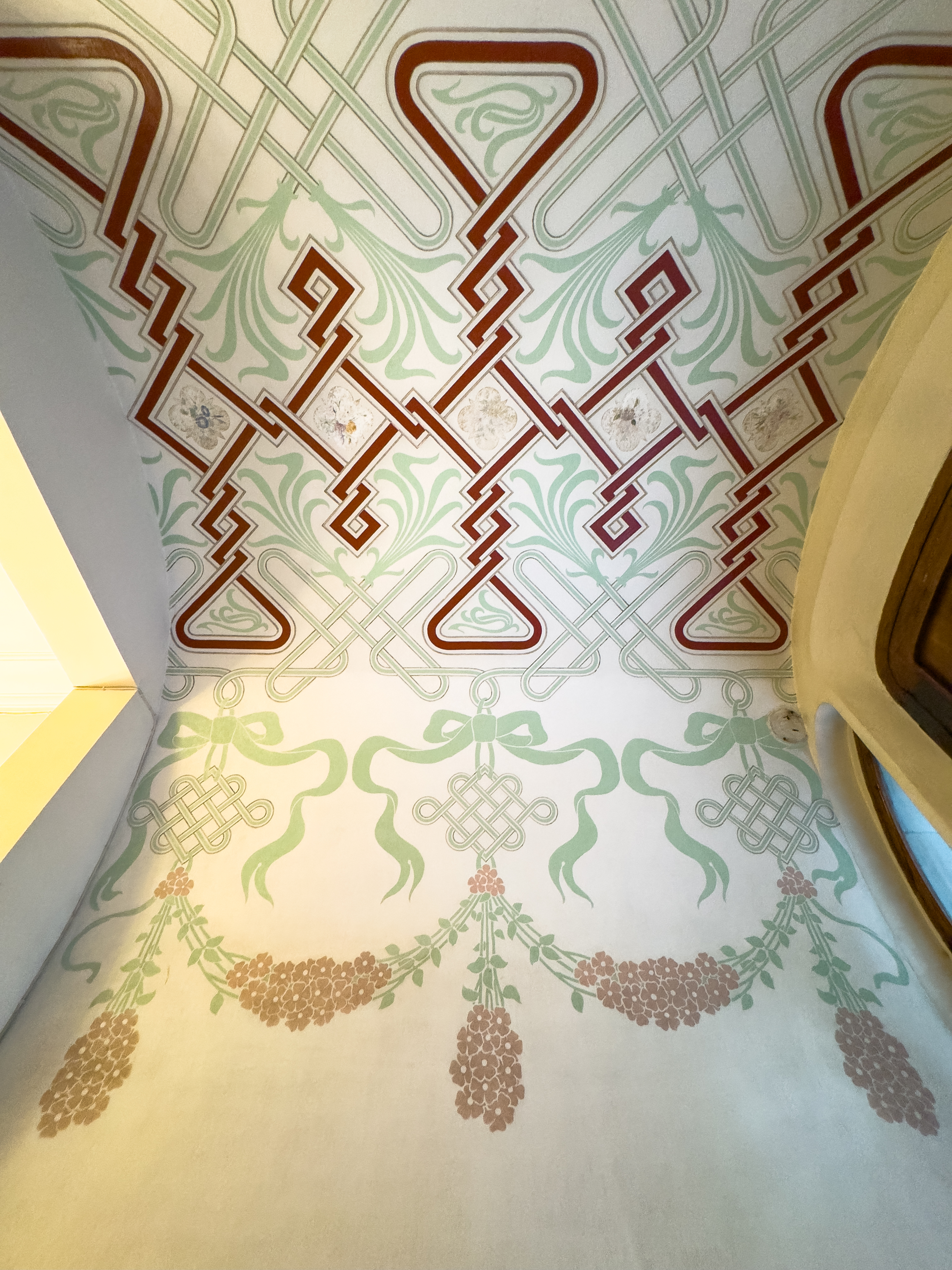
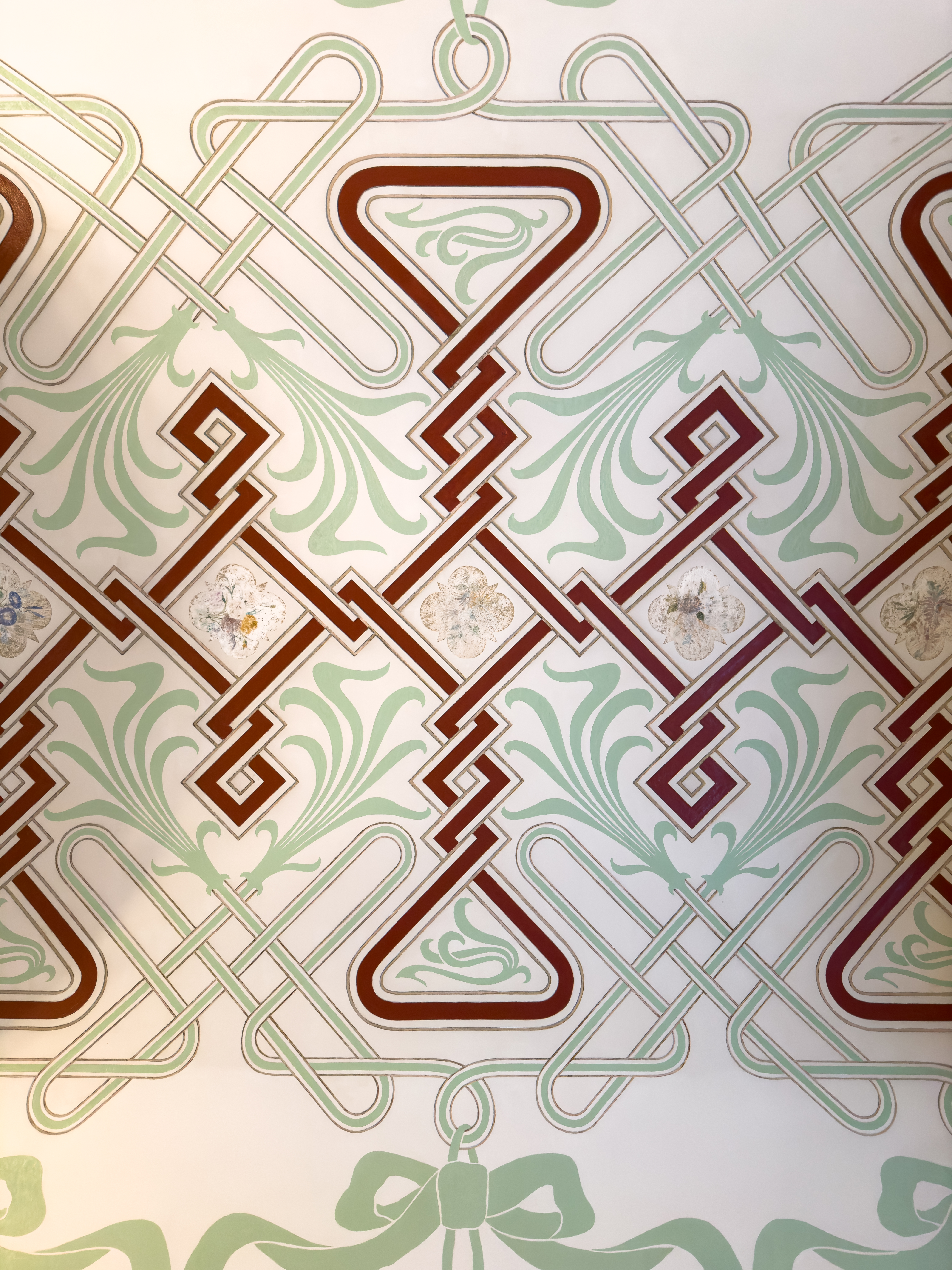
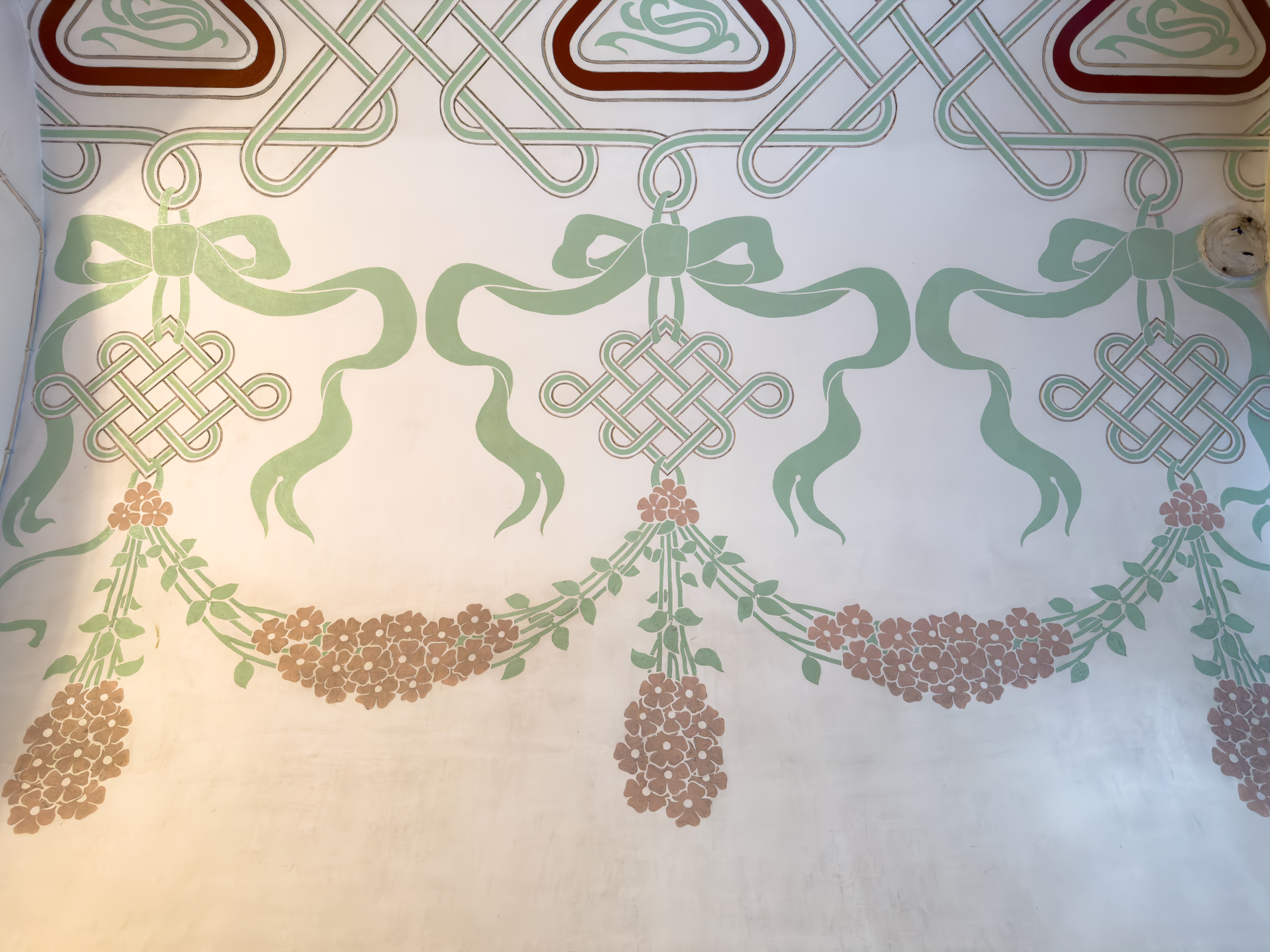
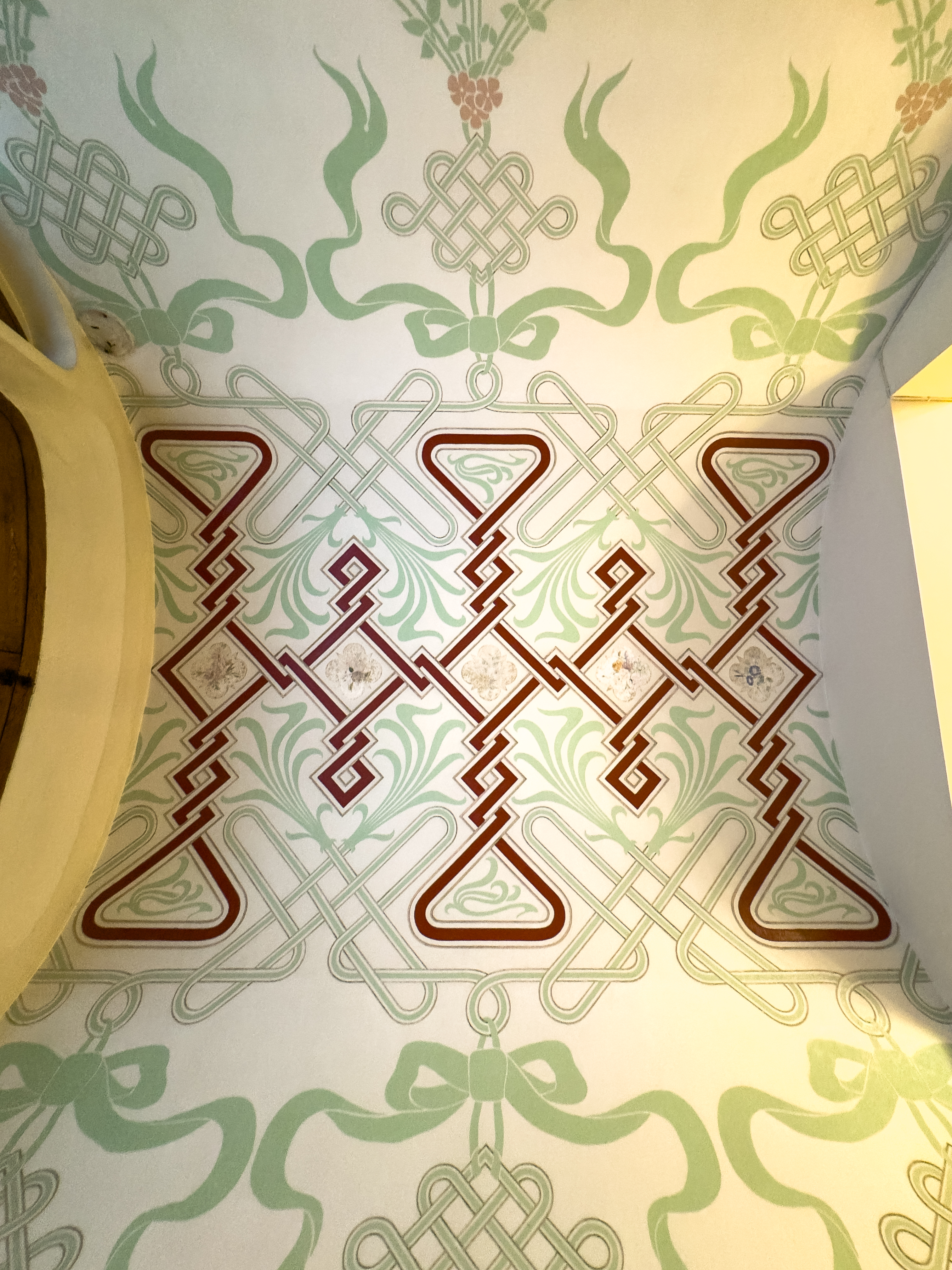
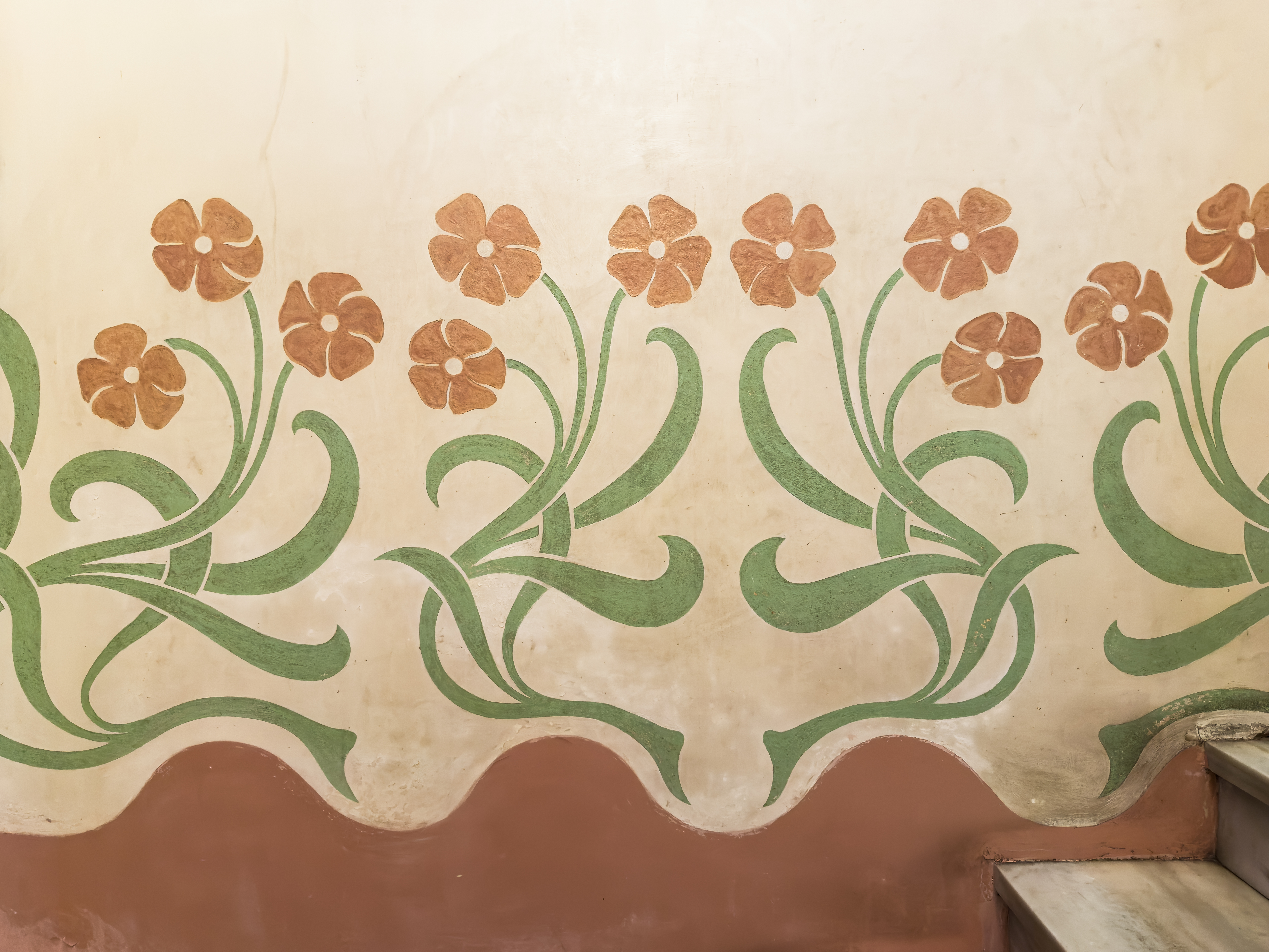
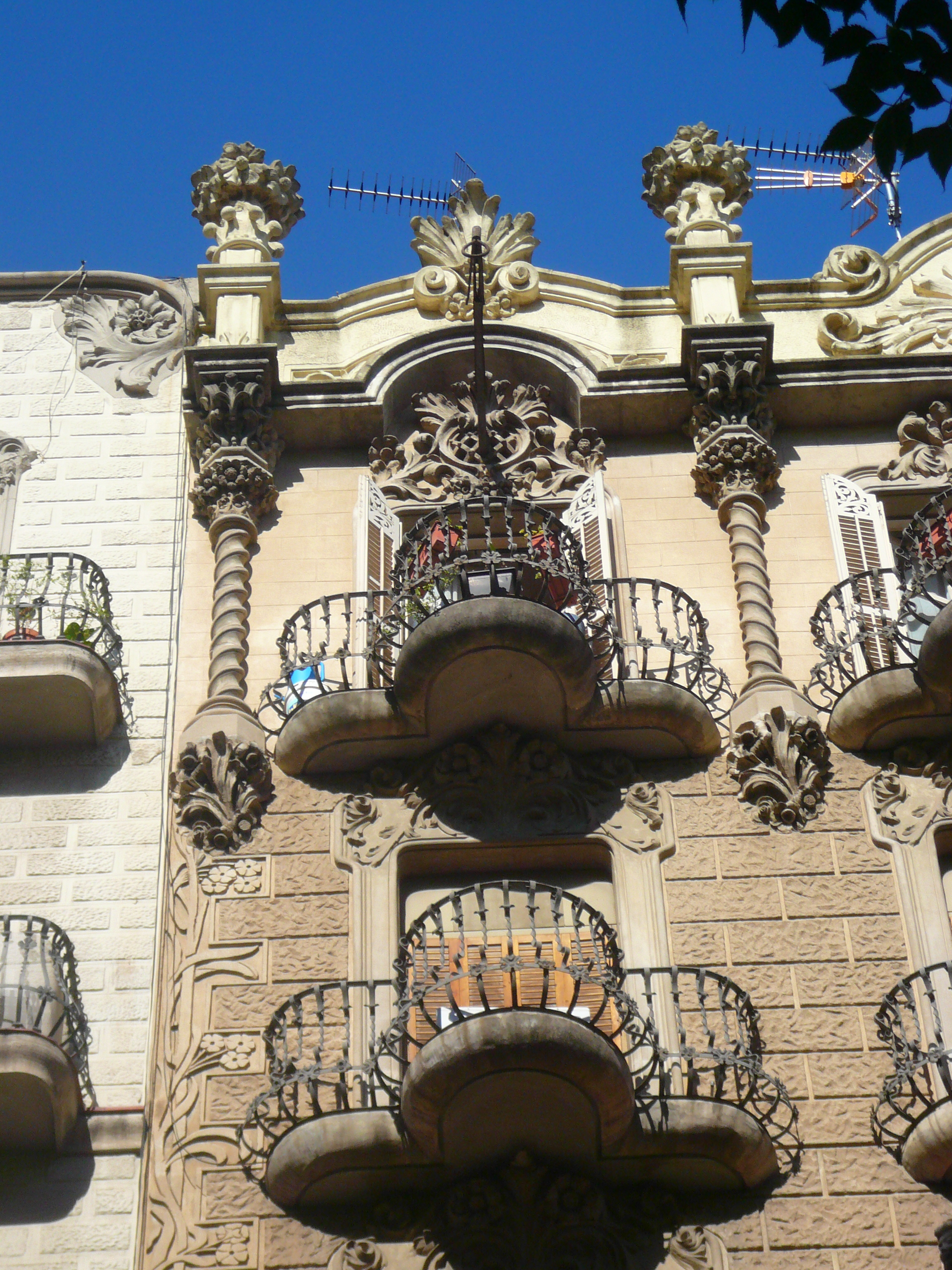
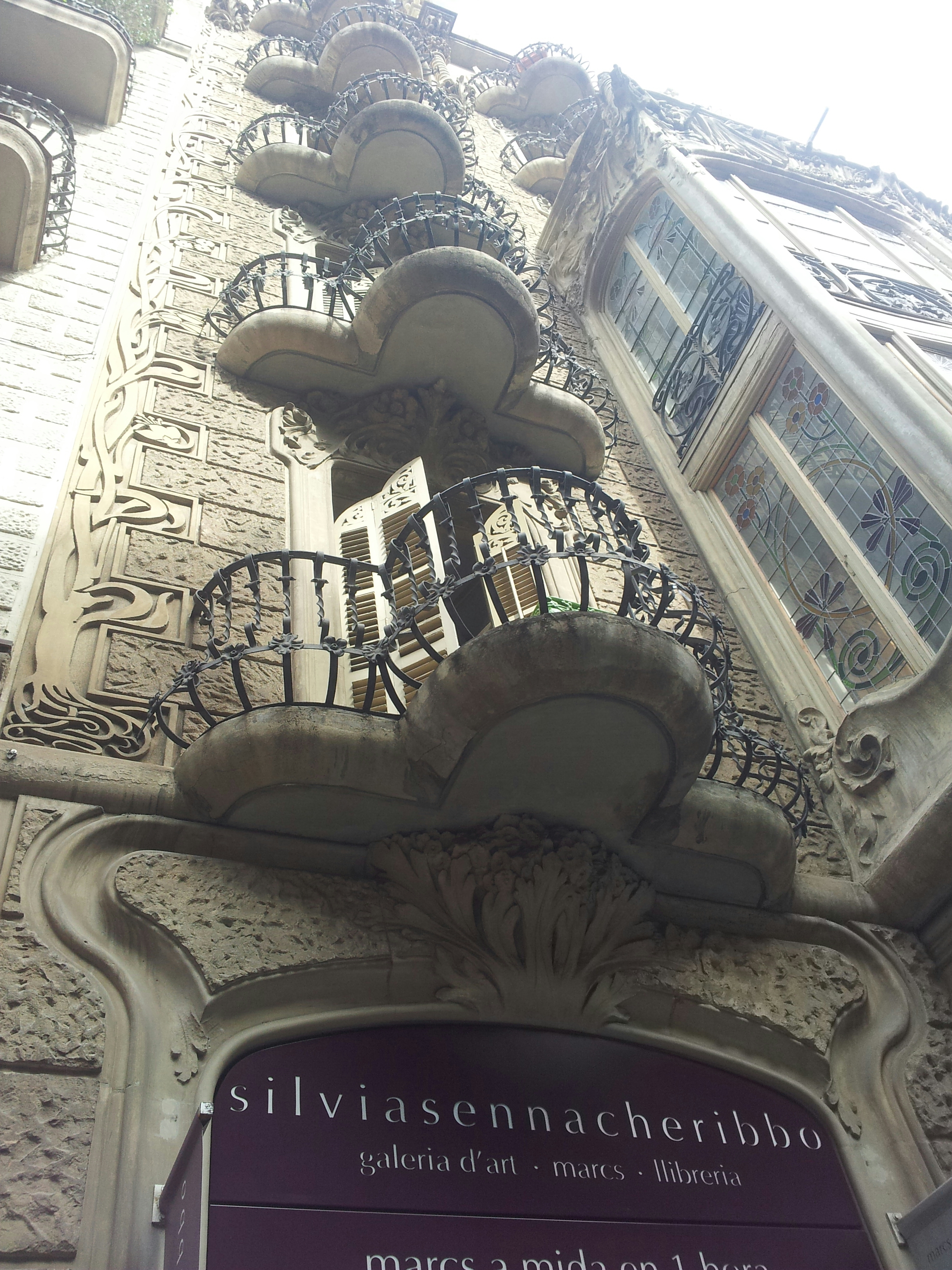
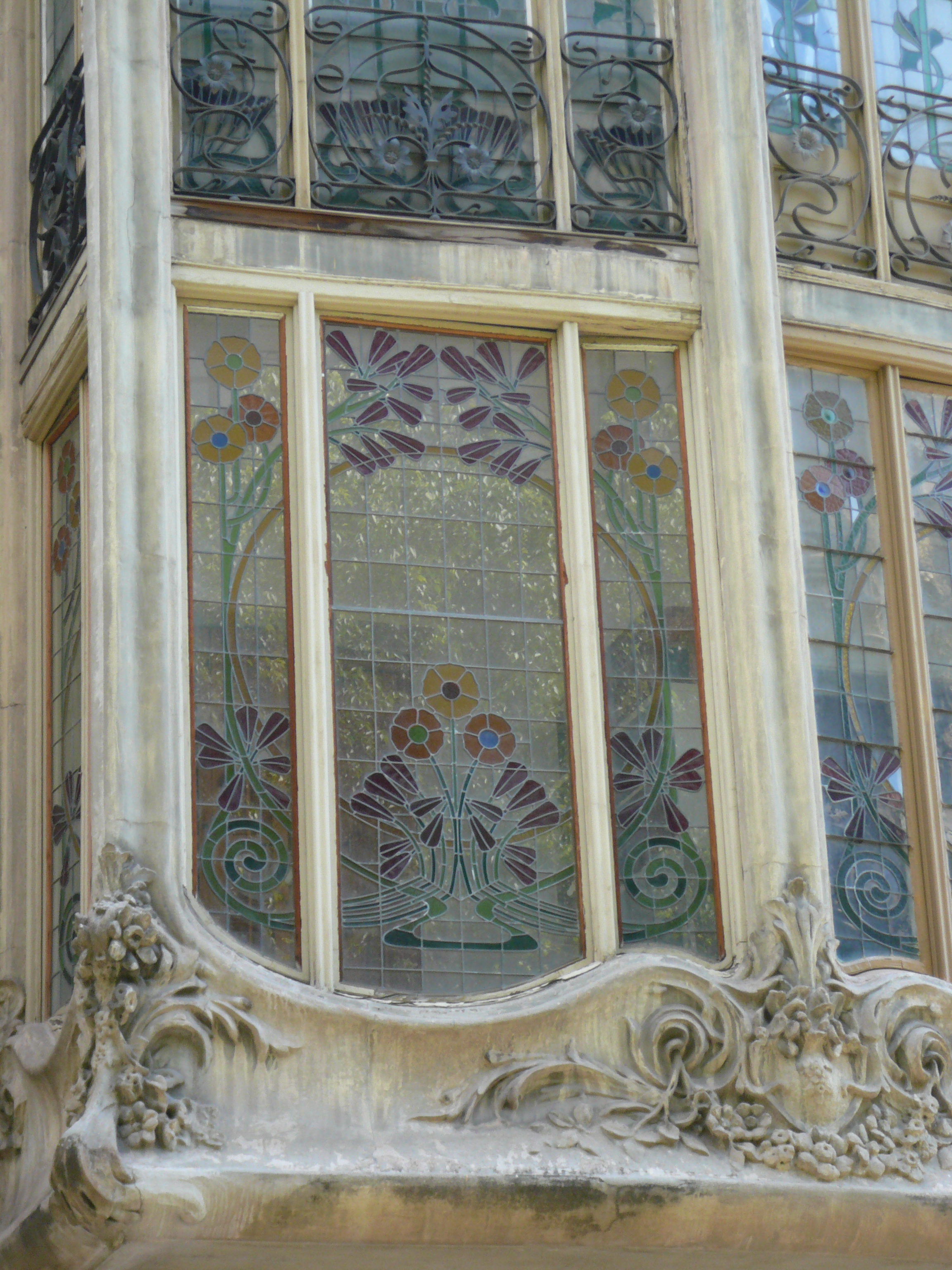
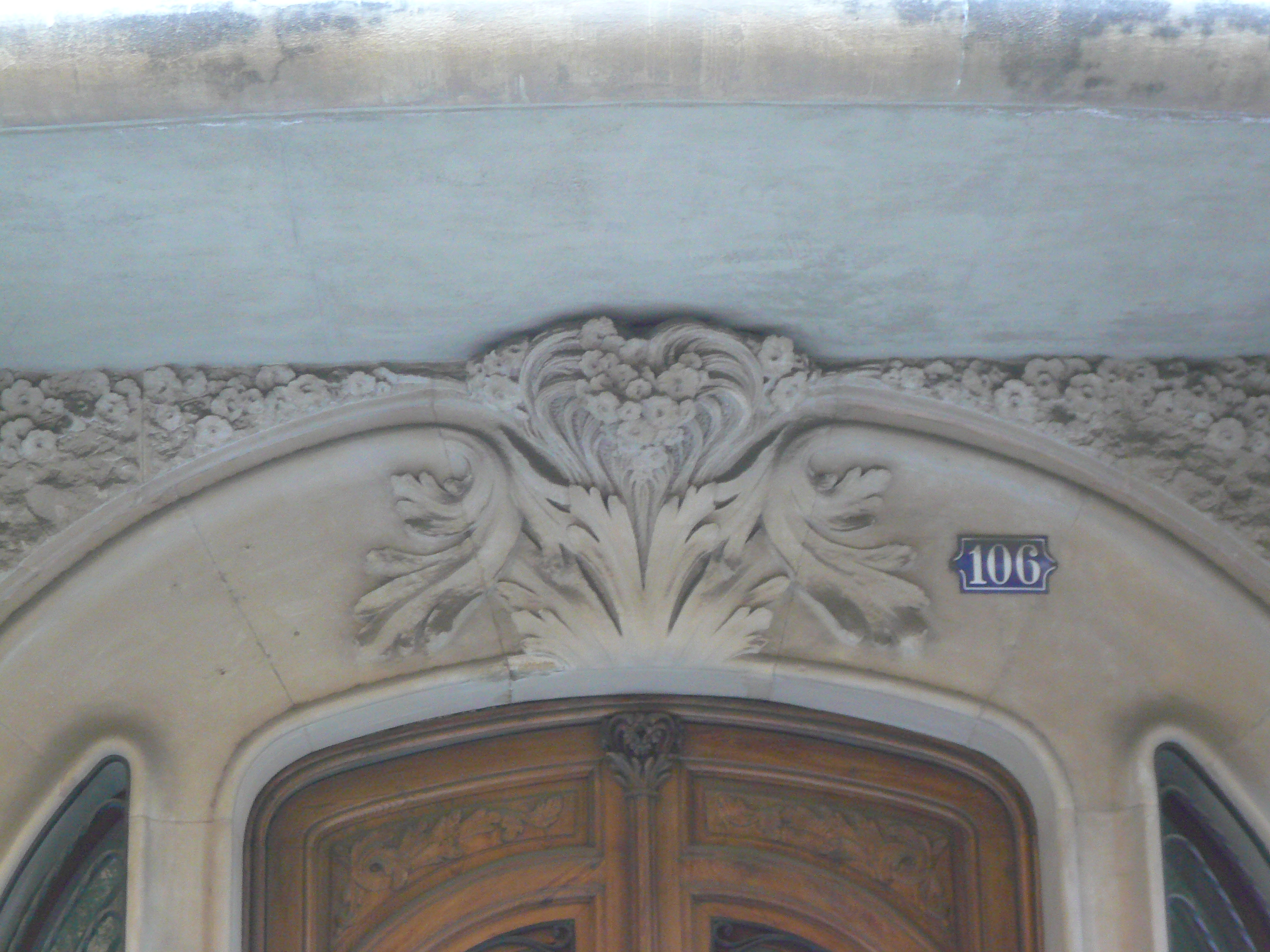